# Czystka Ansei
Czystka Ansei (jap. 安政の大獄 Ansei no taigoku; dosł. wielkie aresztowania ery Ansei) – miała miejsce w latach 1858-1859 i dotyczyła ponad stu osób z siogunatu, administracji różnych hanów i dworu cesarskiego. Osiem osób zostało zabitych.

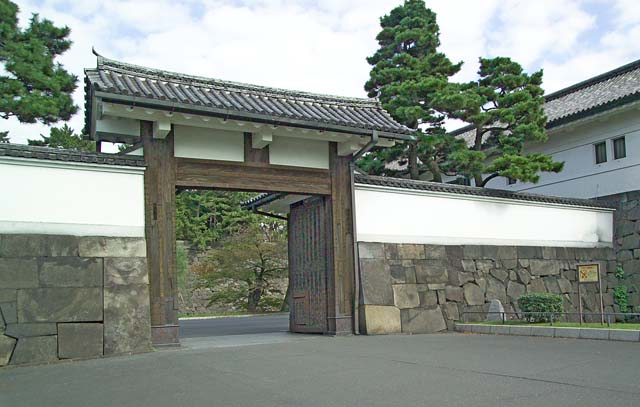
Sakurada-mon: miejsce zamachu na Naosuke Ii

„Ansei” to nazwa ery (jap. nengō) obejmującej lata od 1854 do 1860.

## Tło wydarzeń
29 lipca 1858 r. na pokładzie statku „Powhatan”, zakotwiczonego w zatoce Edo (obecnie Zatoka Tokijska) Japonia podpisała traktat handlowy ze Stanami Zjednoczonymi, a w następnych miesiącach także z: Holandią, Anglią, Rosją i Francją, co zakończyło ponad dwustuletni okres izolacji Japonii.
W tym samym czasie zmarł bezpotomnie siogun Iesada Tokugawa, co spowodowało, że wzmogła się walka pomiędzy stronnictwami i grupami wpływu. W jej wyniku do władzy doszedł silny daimyō, Naosuke Ii, stając się najwyższym radcą (tairō). Powierzono mu m.in. zadanie przywrócenia spokoju wśród skłóconych grup. Skupił się on jednak na wprowadzaniu nowych porządków, ale opartych na starym systemie bakufu. Ii podpisał umowy z mocarstwami zachodnimi, ale zaczął usuwać (poprzez aresztowania i egzekucje) tych, którzy byli przeciwni jego planom.
Postępowanie Ii wywołało opór i ukrytą działalność opozycyjną ze strony grup dążących do usunięcia władzy siogunatu. Ponadto, gdy w 1859 r. zaczęli napływać do Japonii coraz liczniejsi cudzoziemcy, na sprzeciw wobec postępowania Ii i utrzymywania przez niego dawnego reżimu, nałożyła się niechęć do obcych. W marcu 1860 r. grupa samurajów z domeny (han) Mito dokonała na niego skutecznego zamachu podczas jego wjazdu do zamku w Edo. Był to koniec okresu siogunatu Tokugawa.
Po kilku latach zamieszek i walk nastał okres Meiji, która przyniosła Japonii historyczne zmiany społeczne i budowę nowego państwa opartego na modelu zachodnim.

## Chronologia zdarzeń
- Ansei 5 (1858): podpisanie traktatów z mocarstwami zachodnimi, śmierć sioguna Iesady, pierwsze aresztowania z rozkazu Naosuke Ii
- Ansei 6 (1859): napływ cudzoziemców, dalsze aresztowania i dochodzenia
- Ansei 7 (3 marca 1860): udany zamach na Naosuke Ii przy jego wjeździe do zamku w Edo (znany jako „Incydent Sakurada-mon”, incydent przed bramą Sakurada).

Czystki dotknęły m.in. następujące osoby:
- Yoshinaga Matsudaira
- Munenari Date
- Toyoshige Yamanouchi
- Sanai Hashimoto
- Shōin Yoshida
- Yoshinobu Tokugawa
- Masamichi Takatsukasa